# Thermaltake
Thermaltake, Ltd — тайваньская компания, занимающаяся разработкой компьютерных корпусов, кулеров, радиаторов, систем жидкостного охлаждения, блоков питания, кулеров для ноутбуков и аксессуаров для компьютера. Для производства используются мощности других компаний. Thermaltake Technology Co., Ltd. была основана в 1999 на Тайване, одновременно с американским филиалом, находящимся в Южной Калифорнии. Thermaltake обладает многочисленными наградами, включая Double Silver Medal 2008 года.

## О компании
С момента основания компания использовала концепцию DIY. В России получила известность в начале «нулевых» благодаря своим кулерам, которые считались самыми лучшими. Основная часть продукции относится к классу Hi-End.

## Подразделения
- Thermaltake (1999) — системы охлаждения, чуть позже блоки питания и корпуса[3]
- LUXA2 (2009) — Зарядные станции, держатели, аудио аксессуары для мобильных устройств
- Tt eSPORTS (2010) — новый бренд для игровых манипуляторов (мыши), клавиатур, гарнитур и наушников

## Критика
В 2012 году, журнал Chip, рекомендовал блоки питания Thermaltake как надёжные (наравне с Cooler Master, Corsair и Chieftec).